# Federación Agro-Social de Navarra
La Federación Agro-Social de Navarra (FASN) desde 1922 con anterioridad, llamada Federación Católico-Social de Navarra (creada en 1910) fue la asociación donde se agruparon las obras católico-sociales de Navarra (España). De carácter conservador y enfrentado al socialismo, fue el más firme sostén de los intereses e ideales de los terratenientes hasta 1935.

## Cooperativismo agrícola católico
Se inició en 1904 y estaba inspirado en las doctrinas de la Rerum novarum de León XIII de 1891. Fue promovido por el sociólogo jesuita Antonio Viecent y sus discípulos navarros Victoriano Flamarique, párroco de Olite y Antonio Yoldi, también sacerdote de Estella y profesor de sociología. Estos fueron fundando las Cajas Rurales con la intención de atender a los más desposeídos con participación mayoritaria inicial de campesinos y jornaderos.
Estos propósitos se modificaron cuando la jerarquía diocesana y la burguesía terrateniente asumieron el control de las mismas. A partir de entonces le dieron un marcado signo proteccionista, conservador y antisocialista. El obispo López de Mendoza creó el Consejo Diocesano de las Corporaciones Católico-Obreras de Navarra que le mismo presidía y entre cuyos miembros estaba el ingeniero Serapio Huici y los terratenientes Manuel Izu y José Sánchez Marco, Diputados a Cortes. Al mismo tiempo se fueron creando los Sindicatos CaTólicos que agrupaba a sus asociados de estas cajas, que evolucionarían a la Federación Católico-Social de Navarra.

## Actividad
Partidaria del derecho a la propiedad privado y con la pretensión de que los campesinos se convirtieran en propietarios mediante la compra de fincas. En escasos casos se logró la adquisición de tierras por los campesinos. 
A través de las Cajas se lograron importantes actividades en favor de los labradores. Además de promover el ahorro, hacer préstamos, procurar abonos y simientes. Organizó diversos servicios como Cooperativas de Graneros, de bodegas y de consumo; Círculos Católicos y seguros contra pedrisco y contra accidentes de trabajo y la Federación de Sindicatos de Trabajadores del Campo.
En 1935 constituían la FASN 13.242 socios en ciento cincuenta entidades (106 cajas rurales, 21 Sindicatos Agrícolas, 13 Granaderos Cooperativos, 3 Bodegas Cooperativas y 2 Cooperativas de consumo)

## Algunos presidentes
- 1910-1912, vizconde de Valderro
- 1912-1924, Esteban Deán
- 1924-1929, Javier Martínez de Morentin
- 1929-1931, Justo Garrán Moso
- 1931-1934, Esteban Ezcurra